# Logis de la Fleuriaie
Le logis de la Fleuriaie est un manoir situé à Aviré, en France.

## Localisation
Le manoir est situé dans le département français de Maine-et-Loire, sur la commune d'Aviré.

## Historique
L'édifice est inscrit au titre des monuments historiques en 1997.